# پادشاهی هابسبورگ
پادشاهی هابسبورگ (آلمانی: Habsburgermonarchie, تلفظ [ˈha:psbʊʁɡɐmonaʁˌçi:] ()), also known as Habsburg Empire (آلمانی: Habsburgerreich [ˈha:psbʊʁɡɐˌʁaɪç] ()), مجموعه امپراتوری‌ها، پادشاهی‌ها، دوک‌نشین‌ها، کنت‌نشین‌ها و سایر موجودیت‌های سیاسی بود که توسط دودمان هابسبورگ اداره می‌شد. از قرن هجدهم به آن سلطنت دانوبی (آلمانی: Donaumonarchie [ˈdo:naʊmonaʁˌçi:] ()) یا پادشاهی اتریشی نیز می‌گویند.
تاریخ سلطنت هابسبورگ را می‌توان به انتخاب رودلف یکم به عنوان پادشاه آلمان در سال ۱۲۷۳ میلادی جستجو کرد. در سال ۱۲۸۲، دوک‌نشین اتریش را برای هابسبورگ‌ها به دست آورد. هر دو قلمرو به نوه و جانشین او، کارل پنجم، که تخت اسپانیا و اموال استعماری آن را نیز به ارث برد، و بدین ترتیب بر امپراتوری هابسبورگ در بزرگ‌ترین گستره سرزمینی آن حکومت کرد. کناره‌گیری کارل پنجم در سال ۱۵۵۶ منجر به شکافی در داخل سلسله بین پسرش فلیپه دوم، پادشاه اسپانیا و برادرش فردیناند یکم شد که به عنوان ستوان او و به عنوان پادشاه مجارستان و بوهم انتخاب شد و شعبه هابسبورگ‌های اتریش را بنیان گذاشت. شاخه اسپانیایی که به هابسبورگ اسپانیا مشهور شد (که تمام ایبری، هلند و سرزمین‌هایی در ایتالیا را در اختیار داشت) در سال ۱۷۰۰ و با مرگ کارلوس دوم منقرض شد. شاخه اتریش (که بر امپراتوری مقدس روم، مجارستان، پادشاهی بوهم و سرزمین‌های مختلف دیگر حکومت می‌کرد) خود در سال ۱۵۶۴ به شاخه‌های مختلف تقسیم شد، اما ۱۰۱ سال بعد دوباره متحد شد. در سال ۱۷۴۰ در خط مردان منقرض شد، اما از طریق خط زنان به عنوان خاندان هابسبورگ-لورن ادامه یافت.
پادشاهی هابسبورگ اتحادیه‌ای از تاج و تخت بود که فقط قوانین و نهادهای مشترک جزئی به جز خود دربار هابسبورگ داشت. استان‌ها به سه گروه تقسیم شدند: دوک اعظم خاص، اتریش داخلی که شامل اشتایر و کارنیولا بود، و اتریش بیرونی با تیرول و سرزمین‌های شوابن. بنابراین، دارایی‌های سرزمینی سلطنت تنها به واسطه یک پادشاه مشترک متحد می‌شد. قلمرو هابسبورگ در سال ۱۸۰۴ با تشکیل امپراتوری اتریش متحد شد و بعداً با سازش اتریشی-مجاری ۱۸۶۷ به دو قسمت تقسیم شد. پادشاهی در مواجهه با شکست اجتناب ناپذیر در سالهای پایانی جنگ جهانی اول شروع به تجزیه کرد و در نهایت با اعلام جمهوری اتریش آلمانی و اولین جمهوری مجارستان در اواخر ۱۹۱۸ منحل شد.
در تاریخ‌نگاری، اصطلاحات "اتریش" یا "اتریشی‌هاً به‌طور مکرر به عنوان مختصر پادشاهی هابسبورگ از قرن ۱۸ استفاده می‌شود. از سال ۱۴۳۸ تا ۱۸۰۶، حاکمان خاندان هابسبورگ تقریباً به‌طور مداوم به عنوان امپراتور مقدس روم سلطنت کردند. با این حال، قلمروهای امپراتوری مقدس روم عمدتاً خودگردان بودند و بنابراین به عنوان بخشی از سلطنت هابسبورگ در نظر گرفته نمی‌شوند. از این رو، پادشاهی هابسبورگ (از شاخه اتریش) اغلب توسط کنایه "اتریش" نامیده می‌شود. در حدود سال ۱۷۰۰، اصطلاح لاتین "monarchia austriaca" به عنوان یک اصطلاح راحت مورد استفاده قرار گرفت. تنها در داخل امپراتوری، دارایی‌های وسیع شامل سرزمین‌های اصلی ارثی، «سرزمین موروثی» از قبل از ۱۵۲۶ بود. سرزمین‌های تاج بوهمی، هلند اتریش (هلند اسپانیا سابق) از سال ۱۷۱۴ تا ۱۷۹۴ و چند تیول در ایتالیای امپراتوری. در خارج از امپراتوری، آنها تمام پادشاهی مجارستان و همچنین فتوحاتی را که با شکست امپراتوری عثمانی انجام شده بود، دربر گرفتند. پایتخت سلسله وین بود، به جز از سال ۱۵۸۳ تا ۱۶۱۱ که در پراگ بود.

## دستیابی بر اسپانیا
در اواخر قرن پانزدهم، با ازدواج فرناندوی دوم، پادشاه آراگون و ایزابل یکم، ملکه کاستیا که هر یک حاکم قسمتی از اسپانیا بودند، دولت واحد و قدرتمندی در اسپانیا به وجود آمد. اسپانیا در سال ۱۴۹۲ مسلمانان و یهودیان را بیرون راند و با کشف آمریکا، آن کشور نیز تحت سیطرهٔ اسپانیا درآمد. سلطنت فرناندو و ایزابل به دخترشان خوآنای یکم رسید. خوانا در ۱۴۹۶ با فیلیپ زیبا ولیعهد ماکسیمیلیان یکم و امپراتوری مقدس روم و از دودمان هابسبورگ ازدواج کرد؛ فیلیپ وارث سلطنت و قلمرو اتریش، هلند هابسبورگ، دوک‌نشین بورگوندی و چند منطقه دیگر بود. از ازدواج فیلیپ و خوانا پسری به نام شارل به دنیا آمد.
شارل خود را شارلکن (شارل پنجم) نامید یا عنوان کارل پنجم امپراتور مقدس روم، آرشیدوک اتریش و با عنوان کارلوس یکم پادشاه اسپانیا و هلند بود. شارلکن صاحب وسیع‌ترین قلمرو در اروپا و آمریکا و بیش‌ترین قدرت در بین پادشاهان قرن شانزدهم بود. شارلکن در سال ۱۵۱۹ به عنوان امپراتور مقدس روم نیز برگزیده شد، و بدین‌ترتیب فرمانروای اسپانیا، هلند هابسبورگ، اتریش، قسمتی از فرانسه، ایتالیا و مستعمرات اسپانیا در آمریکا شد.